# Alessandro Nannini
Alessandro Nannini (* 7. července 1959 Siena) je bývalý italský automobilový závodník, účastník mistrovství světa vozů Formule 1.

## Kariéra před Formulí 1
Alessandro Nannini se narodil 7. července 1959 v italském městě Siena. Díky rodinnému pekařskému podniku měl dobré finanční podmínky k tomu, aby se mohl věnovat závodění.
Poprvé začal závodit v malých italských závodech s vozy Citroën Dyane. Poté si koupil první závodní automobil Lancia Stratos. S tímto vozem se v roce 1981 zúčastnil Národní italské rallye. Poté přešel od automobilů k závodním monopostům. Po jeho první sezóně v šampionátu Formula Italia, kde získal okamžitě titul, se Nannini dostal do širšího povědomí závodních týmů. Začátkem roku 1982 Alessandro Nannini vstoupil do Formule 2 s týmem Minardi. Ve Formuli 2 Nannini předváděl dobré výkony, ale výraznější úspěchy zastínila velká nespolehlivost vozů Minardi. Koncem roku 1985 získal Nannini od FIA superlicenci potřebnou k závodění ve Formuli 1.

## Formule 1
Do Formule 1 vstoupil Alessandro Nannini v roce 1986 s týmem Minardi. Jeho týmovým kolegou se stal tou dobou již zkušený jezdec Andrea de Cesaris. Monopost M185B byl však zcela nekonkurenceschopný. Ze všech závodů v sezóně Nannini dokončil pouze jeden. Zaujal však dobrými výkony v kvalifikacích a porážkou týmového kolegy. Na konci sezóny nebyl v konečném pořadí jezdců klasifikován, protože nezískal žádný bod.
V následující sezóně 1987 se Nannini dál trápil v nespolehlivém voze Minardi. Jeho největším závodním výsledkem se stalo jedenácté místo ve Velké ceně Maďarska. Sezónu však skončil opět bez jediného bodu.
Dobrými výsledky během kvalifikací na závody však zaujal majitele týmu Benetton, který s Nanninim podepsal smlouvu na tři roky.
Hned v druhém závodě za tým Benneton Nannini získal svůj první bod. Vrcholem se sezóny 1988 se pro Nanniniho stala Velká cena Británie a Velká cena Španělska, ve kterých vybojoval třetí místo a poprvé se tak postavil na pódium. S dvanácti body skončil na celkovém desátém místě v šampionátu jezdců.
Po odchodu Thierry Boutsena se Nannini stal lídrem týmu. Tuto roli zvládl velmi dobře. Na začátku sezóny 1989 Benneton využíval starý monopost Benetton B188 z předešlého roku. Ačkoliv Benneton ztrácel na přední týmy, Nanninimu se podařilo s tímto vozem dojet na třetím místě v San Marínu a několikrát bodovat. Po Velké ceně Kanady Benneton nasadil nový vůz, který poháněly motory Ford. Ve Velké Británii obhajoval třetí místo z předešlého roku. V Japonské Grand Prix vzájemně kolidovali Senna a Prost, Prost byl následně nucen vůz odstavit a Senna zvítězil. Za ním dojel na druhém místě Alessandro Nannini. Po konci závodu byl Senna diskvalifikován a Nannini se tak stal vítězem Velké ceny Japonska. V následující Grand Prix Austrálie Nannini dojel na druhém místě. Za celou sezónu získal 32 bodů, což mu stačilo na šesté místo v poháru jezdců.
V roce 1990 do týmu Benetton přišel trojnásobný mistr světa Nelson Piquet a automaticky tak převzal post lídra týmu. Na začátku sezóny se Nanninimu nedařilo. Zatímco si Piquet z prvních dvou závodů odvezl čtyři body, Nannini odjel bez jediného bodu. V Grand Prix San Marina však dojel na třetím místě. Na německém Hockenheimringu skončil na druhém místě, těsně za Ayrtonem Sennou. O Nanniniho služby začala mít zájem stáj Ferrari. Ve Španělsku pak znovu dojel na třetím místě. Tehdy ještě Alessandro Nannini netušil, že to byl jeho poslední závod ve Formuli.

## Havárie vrtulníku
Dne 12. října 1990 se Nannini vydal na okružní let vrtulníkem nad jeho rodným městem Siena. Při přistávání se však stroj zřítil. Rotující vrtule usekla Nanninimu pravou ruku v zápěstí. Lékařům se ji však podařilo přišít. Na zbývající dva závody sezóny 1990 Nanniniho nahradil brazilský pilot Roberto Moreno.

## Pokus o návrat
Nannini byl potvrzen týmem Benetton i pro sezónu 1991. Ačkoliv se mu podařilo částečně rozhýbat pravou ruku, na řízení formule to nestačilo. Musel tak přenechat závodní sedačku Morenovi. Jeho naděje se však ubíraly k sezóně 1992, jelikož prognózy doktorů zněly pozitivně. Na konci roku 1991 absolvoval testy s týmem Ferrari. Ukázalo se, že Nannini není schopen zvládnout řízení vozu. Kariéra ve Formuli 1 pro něj tedy nadobro skončila. 

## Kariéra po F1
I když už Nannini nemohl působit ve Formuli 1, závodění se nechtěl vzdát. Dva roky po nešťastné havárii helikoptéry se Nannini zúčastnil závodu cestovních vozů a s autem Alfa 155 GTA dokázal vyhrát. V roce 1997 se stal pilotem týmu Mercedes v šampionátu cestovních vozů FIA GT a celkově skončil na šestém místě.

## Výsledky ve Formuli 1[6]
| Legenda k tabulce | Legenda k tabulce                                                                       |
| Barva             | Výsledek                                                                                |
| ----------------- | --------------------------------------------------------------------------------------- |
| Zlatá             | Vítěz                                                                                   |
| Stříbrná          | 2. místo                                                                                |
| Bronzová          | 3. místo                                                                                |
| Zelená            | Bodované umístění                                                                       |
| Modrá             | Nebodované umístění                                                                     |
| Modrá             | Dokončil neklasifikován (NC)                                                            |
| Fialová           | Odstoupil (Ret)                                                                         |
| Červená           | Nekvalifikoval se (DNQ)                                                                 |
| Červená           | Nepředkvalifikoval se (DNPQ)                                                            |
| Černá             | Diskvalifikován (DSQ)                                                                   |
| Bílá              | Nestartoval (DNS)                                                                       |
| Bílá              | Závod zrušen (C)                                                                        |
| Světle modrá      | Pouze trénoval (PO)                                                                     |
| Světle modrá      | Páteční testovací jezdec (TD)                                                           |
| Bez barvy         | Netrénoval (DNP)                                                                        |
| Bez barvy         | Vyřazen (EX)                                                                            |
| Bez barvy         | Nepřijel (DNA)                                                                          |
| Bez barvy         | Odvolal účast (WD)                                                                      |
| Bez barvy         | Nezúčastnil se (prázdné)                                                                |
| Označení          | Význam                                                                                  |
| Tučnost           | Pole position                                                                           |
| Kurzíva           | Nejrychlejší kolo                                                                       |
| †                 | Jezdec nedojel do cíle, ale byl klasifikován, protože odjel více než 90 % délky závodu. |
| ‡                 | Byl udělován poloviční počet bodů, protože bylo odjeto méně než 75 % délky závodu.      |
| Horní index       | Umístění bodujících jezdců ve sprintu                                                   |

| Rok  | Tým                   | Šasi           | Motor       | 1       | 2       | 3       | 4       | 5       | 6       | 7       | 8       | 9       | 10      | 11      | 12      | 13      | 14      | 15      | 16      | Pořadí | Body |
| ---- | --------------------- | -------------- | ----------- | ------- | ------- | ------- | ------- | ------- | ------- | ------- | ------- | ------- | ------- | ------- | ------- | ------- | ------- | ------- | ------- | ------ | ---- |
| 1986 | Minardi Team          | Minardi M185B  | MM V6       | BRA Ret | ESP DNS | SMR Ret | MON DNQ | BEL Ret | CAN Ret | DET Ret | FRA Ret | GBR Ret | GER Ret | HUN Ret | AUT Ret | ITA Ret | POR NC  | MEX 14  | AUS Ret | -      | 0    |
| 1987 | Minardi Team          | Minardi M187   | MM V6       | BRA Ret | SMR Ret | BEL Ret | MON Ret | DET Ret | FRA Ret | GBR Ret | GER Ret | HUN 11  | AUT Ret | ITA 16  | POR 11  | ESP Ret | MEX Ret | JPN Ret | AUS Ret | -      | 0    |
| 1988 | Benetton Formula Ltd. | Benetton B188  | Cosworth V8 | BRA Ret | SMR 6   | MON Ret | MEX 7   | CAN Ret | DET Ret | FRA 6   | GBR 3   | GER 18  | HUN Ret | BEL DSQ | ITA 9   | POR Ret | ESP 3   | JPN 5   | AUS Ret | 10.    | 12   |
| 1989 | Benetton Formula Ltd. | Benetton B188  | Cosworth V8 | BRA 6   | SMR 3   | MON 8   | MEX 4   | USA Ret | CAN DSQ |         |         |         |         |         |         |         |         |         |         | 6.     | 32   |
| 1989 | Benetton Formula Ltd. | Benetton B189  | Ford V8     |         |         |         |         |         |         | FRA Ret | GBR 3   | GER Ret | HUN Ret | BEL 5   | ITA Ret | POR 4   | ESP Ret | JPN 1   | AUS 2   | 6.     | 32   |
| 1990 | Benetton Formula Ltd. | Benetton B189B | Ford V8     | USA 11  | BRA 10  |         |         |         |         |         |         |         |         |         |         |         |         |         |         | 8.     | 21   |
| 1990 | Benetton Formula Ltd. | Benetton B190  | Ford V8     |         |         | SMR 3   | MON Ret | CAN Ret | MEX 4   | FRA 16  | GBR Ret | GER 2   | HUN Ret | BEL 4   | ITA 8   | POR 6   | ESP 3   | JPN     | AUS     | 8.     | 21   |